# Ivo Andrić Lužanski
Ivo Andrić - Lužanski (1956.), hrvatski političar iz Bosne i Hercegovine, iz sela Luga., legendarni zapovjednik 115. brigade HVO "Zrinski". Do izbora predsjedavajućeg Skupštine Tuzlansko-podrinjske veležupe, Skupštinom je od 20. kolovoza 1994. predsjedavalo Radno predsjedništvo, čiji je član bio Ivo Andrić - Lužanski. Član je HDZ BiH. Dvaput je obnašao dužnost predsjednika Federacije BiH, od 1. siječnja 1999. do 1. siječnja 2000., a u drugom mandatu od 1. siječnja 2001. do 28. veljače 2001. godine. Uz Ejupa Ganića jedini koji je obnašao predsjedničku dužnost u dvama mandatima po rotirajućem načelu. Kad je bio izabrana za predsjednika FBiH, bio je aktualni predsjednik Sabora Hrvatske zajednice Herceg-Bosne i jedan od prvih ljudi HDZ-a BiH. Jedan od najistaknutijih hrvatskih političara u soljanskoj regiji. Jedan je od pokretača otpora velikosrpskoj agresiji na BiH. Osnovao je HVO u Živinicama i Hrvatsku zajednicu Soli. U vrijeme sukoba HVO i Armije BiH u Hercegovini i središnjoj Bosni, kad su se podizale tenzije, predsjedavao je HVO-om Hrvatske zajednice Soli. U Živinicama i Tuzli tad je bilo dosta napetosti, iako su izbjegnuti ozbiljniji incidenti, jer su ondje cijelo vrijeme rata Hrvata i Bošnjaka uspjeli rješavati probleme dogovorom. Nakon rata radio je na projektu općine Soli. Legalni i legitimni projekt predan je u Zastupnički dom federalnog parlamenta 1996. godine, no nažalost nikada nije ugledao svjetlo dana. BiH nikad tu nije primijenila Europsku povelju o lokalnoj samoupravi. Poslije rata obnašao je visoke dužnosti i bio među najistaknutijim bh. hrvatskim političarima. U vrijeme hrvatske samouprave dok je predsjednik HDZ BiH bio Ante Jelavić imao je aktivnu ulogu. Premda je bio poslije sankcioniran i što nije bilo razumijevanja, Andrić je izrazio zadovoljstvo projektom Hrvatske samouprave jer su time skrenuli pozornost međunarodnoj zajednici na hrvatsko pitanje, pokazali na postojanje problema hrvatske nejednakopravnosti i problema nekonstitutivnosti u Bosni i Hercegovini. 
Nažalost, međunarodna zajednica kupovala je političke bodove kod muslimana preko hrvatskih leđa. Međunarodna zajednica zabranila mu je politički rad nakon Samouprave. Osam godina nije smio obnašati dužnosti u izvršnoj vlasti, nije smio u BiH biti niti vratar. Čim je istekla zabrana, vratio se u politiku, ali nije više obnašao visoke dužnosti. Kooptiran je u Predsjedništvo stranke, bio biran na Saboru HDZ-a i bio član Predsjedništva. Danas živi i radi u Živinicama i Tuzli priznat kao ugledan političar i javni djelatnik.
Ivo Andrić je i hrvatski pjesnik. Budući da je iz sela Luga, prezimenu je dodao epitet Lužanski da ga se ne bi zamijenilo s nobelovcem Ivom Andrićem.
Član prve obnovljene skupštine Društva Hrvatski dom u Tuzli  te sudionik prve redovite sjednice Skupštine Društva, održane 30. studenoga 1993. godine u Kongresnoj dvorani hotela “Tuzla” u Tuzli.

## Vanjske poveznice
- Hrvatska riječ  Arhivirana inačica izvorne stranice od 19. veljače 2021. (Wayback Machine) Ivo Andrić Lužanski